# 美国带状地区列表
美国带状地区（英語：Belt Regions）是美国国内拥有某些共同特征的区域。“带”一词首先应用于各种农作物的種植區，这些区域通常沿纬线分布，因为纬线方向更可能具有相似的气候。这在地图上就像是一条长长的腰帶。
“带”的用法已扩展到其他气候、经济和文化的区域。这些区域没有正式定义；它们往往相互重叠并且边界模糊。类似的词语也在美国以外的地区有使用（例如印度的印地文地带）。

## 地区列表
- 香蕉带（英语：Banana belt）：美国的几个气候比周围地区温和的地区
- 聖經帶（Bible Belt）：福音派和原教旨主義新教盛行的州
- 美国南部黑人带（英语：Black Belt in the American South）：社会历史和政治与黑人相关，特别是有黑人奴隶制和黑人劳工历史的地区
- 亚拉巴马州黑人带（英语：Black Belt (region of Alabama)）：亚拉巴马州（延伸入密西西比州），其中非裔美国人分布较集中
- 波希特帶（Borscht Belt）：卡茲奇山的犹太人度假区
- 玉米帶（Corn Belt）：中西部各州，以玉米为主要农作物
- 棉花帶（Cotton Belt）：南部各州，棉花是或曾经是主要农作物
- 水果帶（Fruit Belt）：水果种植突出的地区
- 印第安纳州气带（Indiana Gas Belt）：印第安纳州的一个地区，于19世纪末和20世纪初经历了天然气开采热潮
- 摩爾門帶（Jell-O Belt / Mormon Corridor / Mormon Belt）：摩门教信众较多的西部州
- 密苏里东南铅带（英语：Southeast Missouri Lead District）：密蘇里州东南地区，铅的开采历史悠久
- 松带（英语：Pine Belt (Mississippi)）：密西西比州南部，长叶松丰富
- 椒鹽卷餅帶（英语：Pretzel Belt）：宾夕法尼亚州的一个地区，其中有许多在区域乃至全国范围经营的椒鹽卷餅和零食生产商
- 大米帶（Rice Belt）：南部各州，水稻是主要农作物
- 锈带/铁锈地带（Rust Belt）：在过去通称制造业地带（Manufacturing Belt）、工厂带（Factory Belt）或钢铁带（Steel Belt），东北部和中北部各州，其中重工业化程度普遍较高，且大多陷入经济停滞、衰退
- 盐带：东北和中西部各州组成的区域，冬季时需要使用大量的盐来融解道路上的冰雪
- 雪带/冰雪地带（Snowbelt）：五大湖周围的受大湖效應影响的地区
- 中风带/卒中带（Stroke Belt）：美國東南部地区，中風等各种心血管疾病的发病率异常高
- 太陽帶/阳光地带（Sun Belt）：南部气候炎热的州，从东海岸一直延伸到西海岸
- 無教堂帶（Unchurched Belt）：美國西北部的教堂出席率较低的地区
- 小麦带（Wheat Belt）：中西部北部各州，北美大部分谷物和大豆的种植区[1]